# Quadrangle d'Ix Chel Chasma
Le quadrangle d'Ix Chel Chasma (littéralement :  quadrangle du gouffre d'Ix Chel), aussi identifié par le code USGS V-34, est une région cartographique en quadrangle sur Vénus. Elle est définie par des latitudes comprises entre 0° et 25° S et des longitudes comprises entre 60° et 90° E,. Il tire son nom du gouffre d'Ix Chel.